# Час падіння
«Час падіння» (англ. Fall Time) — американський художній фільм 1995 року, драма режисера Поля Ворнера. Фільм був номінований на міжнародному кінофестивалі незалежного кіно «Санденс» в 1995 році в категорії «Найкращий драматичний фільм».
Головні ролі в цьому фільмі виконали Стівен Болдвін, Міккі Рурк, Девід Аркетт, Джейсон Лондон, Джона Блекмен і Шеріл Лі. Прем'єра фільму відбулась в січні 1995 року в США на кінофестивалі «Санденс». Перегляд цього фільму не рекомендується дітям і підліткам молодше 16 років.

## Сюжет
Дія фільму відбувається в середині 50-х років XX століття, а точніше в 1957 році. Троє молодих хлопців Джой, Девід і Тім закінчили школу. Друзі вирішують відсвяткувати своє доросле життя, правда якось дивно — інсценувавши вбивство і пограбування банку.
Але виявляється що водночас відбувається реальне пограбування банку, якому хлопці помішали. І тепер два бандити Флоренс і Леон, що втекли з в'язниці, хочуть помститися горопашним шмаркачам. Бандити беруть хлопців в заручники, усіляко над ними знущаються і обіцяють їх відпустити, якщо Джой, Девід і Тім все-таки пограбують цей банк, пограбування якого вони завадили своїм розіграшем.

## В ролях
- Стівен Болдвін — Леон
- Міккі Рурк — Флоренс
- Шеріл Лі — Петті / Керол
- Джона Блекмен — Джой
- Девід Аркетт — Девід
- Джейсон Лондон — Тім
- Джей Майкл Гантер — Великий Джон
- Семмі Кершоу — офіцер Донні
- Річард Олсен — офіцер Дюан
- Стів Елден — офіцер Ліл

## Інші назви
- Німеччина Fall Time — Blutiger Herbst
- Фінляндія Fall time — leikki joka muuttui painajaiseksi
- Іспанія Tiempo para morir
- Португалія Mississípi Selvagem
- Угорщина Bünbeesés ideje